# 黃金小子
《黃金小子》是日本漫畫家江川達也創作的日本漫畫作品，於集英社發行《Super Jump》1992年至1997年連載。其續作《黃金小子II》則在2010年至2011年間短暫連載。該作品後曾改編為OVA動畫版，並由北久保弘之執導，於1995年10月27日-1996年6月28日發行，全6話。

## 概要
該部作品描繪著一名25歲東京大學法學部的中輟生大江錦太郎，在輟學後開始從事各種職業來進行人生的「學習」，並與每個美少女邂逅的搞笑故事。
江川達也原本僅打算完成《金剛寺篇》（3卷）的連載。然而因《黃金小子》大受歡迎，因而被拍成了OVA動畫，編輯部則強迫它繼續連載，而江川本人則以編輯部「能畫到什麼」為條件繼續連載。為此漫畫版本在無顧慮歡迎程度的情況下，從第二卷開始轉向具有非常複雜的敘事劇情，特別是在心理/關係主題的層面。結果導致《黃金小子》漫畫版的熱度低迷，並在1997年結束連載。。
本作的主人公大江錦太郎後續曾在江川另一部於《Super Jump》連載的《ONE ZERO NINE》登場。兩部作品共設定在同一個世界觀。

## 故事大綱
大江錦太郎在考入後東京大學，因認為在課桌上學習並不是真正的學習而自願退學。之後騎著自行車跑遍了日本各地做真正的「學習」，並與每一位美少女邂逅，即使有時遭遇欺騙和詛咒，但還是錦太郎伸手幫助他們，並在「學習筆記本」中詳細此次經歷所學到的東西。
然而，當他聽到在某個城鎮經營關東煮攤位時遇到的年輕人正彥的麻煩後，錦太郎被捲入了一個組織的陰謀...

## 登場人物
大江錦太郎
聲優：岩田光央
25歳。東京大學法學部中輟生，乍看之下是個「相當無知和好色」的男人，但實則上早已提前修完所有學分後主動退學，一邊騎著愛車新月號，於日本各地從事各種職業，以「學習」為目標的青年。
口頭禪為「學習，學習！」。
金剛寺政宗
金剛寺集團的御曹司。憑藉壓倒性的魅力而計劃統治日本。金太郎是「唯一讓他害怕的存在」。
橘京子
金剛寺的部下，在質疑金剛寺的教義後，自己則也以「GOLDEN GIRL」的身份踏上了自行車之旅。
女社長
聲優：鶴弘美
軟體開發公司的女總裁。真實姓名不詳。
勝田奈緒子
聲優：皆口裕子
一位政治家的女兒。以勾引男人的女高中生，在試圖誘惑錦太郎後不果，反到被識破為戀父情結。
速水鮎子
聲優：井上喜久子
游泳中心的主任。曾以一個月後參加游泳比賽為條件聘請錦太郎。

## 出版書籍
黃金小子
| 冊數 | 集英社        | 集英社             |
| 冊數 | 發售日期      | ISBN               |
| ---- | ------------- | ------------------ |
| 1    | 1993年6月4日  | ISBN 4-08-858721-9 |
| 2    | 1993年12月2日 | ISBN 4-08-858722-7 |
| 3    | 1994年5月10日 | ISBN 4-08-858723-5 |
| 4    | 1994年12月2日 | ISBN 4-08-858724-3 |
| 5    | 1995年6月2日  | ISBN 4-08-858725-1 |
| 6    | 1995年12月1日 | ISBN 4-08-858726-X |
| 7    | 1996年6月4日  | ISBN 4-08-858727-8 |
| 8    | 1996年12月2日 | ISBN 4-08-858728-6 |
| 9    | 1997年7月4日  | ISBN 4-08-858729-4 |
| 10   | 1998年1月9日  | ISBN 4-08-859001-5 |

黃金小子 II：〜漂泊的努力小子 演藝界大暴亂篇～
| 冊數 | 集英社        | 集英社                 |
| 冊數 | 發售日期      | ISBN                   |
| ---- | ------------- | ---------------------- |
| 1    | 2011年2月18日 | ISBN 978-4-08-879109-8 |
| 2    | 2011年7月19日 | ISBN 978-4-08-879177-7 |

## OVA
1995年至1996年間，《黃金小子》曾進行OVA動畫化，各卷約為30分，全6話。

### 聲優
- 大江錦太郎 - 岩田光央
- 女社長 - 鶴弘美
- 勝田奈緒子 - 皆口裕子
- 紀子 - 白鳥由里
- 速水鮎子 - 井上喜久子
- 寺山麗子 - 玉川紗己子
- 知繪 - 金井美香
- 旁白 - 納谷悟朗
- 神崎由香 - 小山裕香
- 勝田十蔵（第2話） - 飯塚昭三
- 勝田法子（第2話） - 上村典子
- 木暮弘（第3話） - 小杉十郎太
- 木暮的女友（第3話） - 榊原良子
- 社長（第6話） - 秋元羊介
- 女製片人ー（第6話） - 土井美加
- 滝久保監督（第6話） - 藤原啓治
- 縁側達也（原作者）（第6話） - 江川達也

### 製作人員
- 原作・監修 - 江川達也
- 導演・音響監督 - 北久保弘之（日语：北久保弘之）
- 角色設計・總作画監督 - 川元利浩
- 美術監督 - 串田達也（日语：串田達也）（第1話、第3話）、池畑祐治（第2話）、加藤浩（日语：加藤浩）（第4話 - 第6話）
- 撮影監督 - 岡崎英夫
- 音樂 - 片柳讓陽
- 製作人 - 石川洋一、浅賀孝郎、野村和史
- 動畫製作 - A.P.P.P.
- 製作・著作 - 集英社、ケイエスエス

### 主題歌
片尾曲「STUDY A GO!! GO!!」
作詞 - 北久保弘之 / 作曲 - 斉藤かんじ / 編曲 - タダミツヒロ
歌 - Golden Girls（鶴弘美、皆口裕子、白鳥由里、井上喜久子、玉川紗己子、金井美香）

### 各卷列表
| 卷數  | 中文標題         | 日文標題                | 演出       | 分鏡                            | 作畫導演                      | 發售日         |
| ----- | ---------------- | ----------------------- | ---------- | ------------------------------- | ----------------------------- | -------------- |
| 第1卷 | 用電腦學習       | コンピューターでお勉強  | 北久保弘之 | 北久保弘之                      | 川元利浩                      | 1995年10月27日 |
| 第2卷 | 少女的誘惑       | 乙女の誘惑              | 菊地康仁   | 菊地康仁                        | 本田雄 菊地康仁               | 1995年11月22日 |
| 第3卷 | 危險！少女的初戀 | 危険!乙女の初恋         | 森田宏幸   | 森田宏幸                        | 鈴木美千代                    | 1995年12月22日 |
| 第4卷 | 在狂野的大海游泳 | 野性の海を泳ぐ          | 西山明樹彦 | 大上浩明 （レイアウト監修兼任） | 逢坂浩司 江面久（エフェクト） | 1996年4月26日  |
| 第5卷 | 沒有剎車的青春   | ノーブレーキの青春      | 竹村健治   | 竹村健治                        | 小黒晃                        | 1996年5月24日  |
| 第6卷 | 動畫很有趣！     | アニメーションは面白い! | 北久保弘之 | 北久保弘之                      | 川元利浩                      | 1996年6月28日  |

## 外部連結
- 互联网电影数据库（IMDb）上《黃金小子》的资料（英文）
- Media Blasters《黃金小子》（英文）